# Артър Голдън
Артър Голдън (на английски: Arthur Golden) е американски писател, автор на бестселъра „Мемоарите на една гейша“.

## Биография и творчество
Артър Голдън е роден на 6 декември 1956 г. в Чатануга, Тенеси, САЩ. Родителите му, Бен и Рут Голдън развеждат, когато е бил на осем години, а пет години по-късно баща му умира. Майка му, Рут Холмберг, е дъщеря на издателя Артър Хейс Шулцбергер и внучка на собственика на „Ню Йорк Таймс“ и издател Адолф Ош Шулцбергер. Израства в Лукаут, Джорджия и учи там в началното училище. След това учи в училището-пансион за момчета „Бейлър“ в Чатануга, Тенеси, което завършва през 1974 г.
Завършва Харвардския колеж с бакалавърска степен по история на изкуството и специалност японско изкуство. През 1980 г. получава магистърска степен по японската история от Колумбийския университет, където е научил китайски мандарин. Специализира едно лято в Пекинския университет през 1980 г., след което отива в Токио на работа в списание на английски език.
Завръща се в САЩ през 1982 г. и завършва през 1988 г. с магистърска степен по английски език от Бостънския университет.
През 1997 г. излиза неговия исторически роман „Мемоарите на една гейша“. Представлява измислена автобиография на японската гейша Саюри през 20-те и 30-те години на 20 век, която отправя поглед към един далечен тайнствен свят и разказва една запленяваща история. Още същата година са откупени правата за екранизирането му. Романът прекарва две години в списъка на бестселърите на „Ню Йорк Таймс“. От него са продадени повече от четири милиона копия, само на английски език, и е преведен на тридесет и два езика по целия свят.
Артър Голдън в продължение на шест години допълва и пренаписва романа, преди да достигне сегашния си вид, и да включва интервю на Минеко Ивасаки за света на гейшите. Заради публикацията на интервюто извън договорката с Ивасаки, Голдън е съден от нея за нарушение на тайната, и те сключват извънсъдебно споразумение през 2003 г.
През 2005 г. на екран излиза филма „Мемоарите на една гейша“ на режисьора Роб Маршъл с участието на Джан Дзъи, Кен Уатанабе, и Мишел Йео, който е изключително успешен. Има три награди „Оскар“ – за операторско майсторство, за режисура, и за дизайн на костюми.
Артър Голдън живее в Бруклайн, щата Масачузетс, със съпругата си Труди Леги, с която са женени от 1982 г. Има две деца – син Хейс и дъщеря Тес. Работи активно с младите писатели за тяхното развитие. Обича да свири на класическа китара.

## Произведения

### Романи
- Memoirs of a Geisha (1997)
Мемоарите на една гейша, изд.: ИК „Обсидиан“, София (1999, 2006, 2015), прев. Дора Барова
Мемоарите на една гейша, изд.: „Санома Блясък България“, София (2012), прев. Дора Барова